# Vogüé
Vogüé é uma comuna francesa na região administrativa de Auvérnia-Ródano-Alpes, no departamento de Ardèche. Estende-se por uma área de 11,72 km². Em 2010 a comuna tinha 1 111 habitantes (densidade: 94,8 hab./km²).
É banhada pelo rio Ardèche. Pertence à rede das As mais belas aldeias de França.